# Estación de Alicante-Terminal
Alicante-Terminal (en valenciano y cooficialmente: Alacant-Terminal), o simplemente Alicante, es la principal estación ferroviaria de la ciudad española de Alicante, en la provincia homónima. Se trata de una estación de terminal construida originalmente por la compañía MZA en 1858, aunque las reformas que ha sufrido a lo largo de su historia hacen que su aspecto, especialmente su fachada principal, difiera bastante del originalmente concebido.
Denominada históricamente como Alicante-Término, también ha sido conocida como la estación de Madrid. A lo largo de su historia ha coexistido con otras estaciones ferroviarias en Alicante, si bien el hecho de poseer las principales conexiones por ferrocarril con la Meseta ha hecho de ella la estación más importante. En la actualidad en sus instalaciones se concentran todos los servicios ferroviarios de ancho ibérico, además de la conexión que posee de alta velocidad en ancho internacional. La llegada del AVE, en 2013, supuso una importante transformación del edificio y sus instalaciones.
Dispone de amplios servicios de Alta Velocidad, Larga y Media Distancia además de ser cabecera de las líneas C-1 y C-3 de la red de Cercanías Murcia/Alicante. En el año 2019 su tráfico ferroviario superó los 3,6 millones de pasajeros anuales.

## Situación ferroviaria
La estación, situada a 22,45 metros de altitud, forma parte del trazado de las siguientes líneas férreas:
- Línea férrea de ancho ibérico Alicante-Murcia, punto kilométrico 0,0.[5]
- Línea férrea de ancho ibérico La Encina-Alicante, punto kilométrico 454,7.[5]
- Línea férrea de ancho internacional Bif. Albacete-Alicante, punto kilométrico 485,9.

En los últimos casos el elevado kilometraje se debe a que se toma Madrid como kilómetro cero.

## Historia

### Orígenes y construcción
Los antecedentes de la llegada del ferrocarril a Alicante se sitúan en los deseos de conectar Madrid con Alicante tomando como punto de partida la línea Madrid-Aranjuez y su prolongación hasta Albacete vía Alcázar de San Juan por parte de una compañía de ferrocarril que tenía a José de Salamanca como su principal impulsor. El 1 de julio de 1856 José de Salamanca, que se había unido con la familia Rothschild y con la compañía du Chemin de Fer du Grand Central, obtuvieron la concesión de la línea Madrid-Zaragoza que, unida a la concesión entre Madrid y Alicante, daría lugar al nacimiento de la Compañía de los Ferrocarriles de Madrid a Zaragoza y Alicante (MZA). Esta última fue la encargada de inaugurar la estación el 26 de mayo de 1858 con la apertura del tramo Almansa-Alicante. A pesar de ello, y según consta en los documentos oficiales de la compañía y en las Memorias de las obras públicas, la puesta efectiva en servicio se realizó algo antes, el 15 de marzo de 1858.
La construcción de la estación fue encargada por MZA a varios ingenieros franceses entre los que se encontraban M. Julien. Para ello se descartó un proyecto anterior juzgado insuficiente para el tráfico previsto. A instancias del Ministerio de la Guerra, también se descartó situar la estación junto al puerto moviéndola a la puerta de San Francisco.  El edificio que finalmente se construyó, dotó a la ciudad de una de las mayores estaciones de España de la época. Estaba formada por dos cuerpos paralelos a las vías, de planta baja, entre los cuales se situó el acceso principal al recinto, con escalinata previa y galería de columna dóricas con entablamiento y frontón como principales elementos decorativos. El conjunto se cubrió con una amplía marquesina metálica de dos vertientes tipo Polonceau fabricada por Scheneider y Cía de Le Creusot. Dicha marquesina se conserva en la actualidad sin apenas cambios sustanciales.

### Evolución
Históricamente las instalaciones coexistieron con otras estaciones sitas en la ciudad, como la de Alicante-Benalúa (construida por la Compañía de los Ferrocarriles Andaluces) y la de La Marina (perteneciente al ferrocarril de Alicante a Denia). En 1887 se construyó un ramal de enlace con las instalaciones de Benalúa y la línea férrea procedente de Murcia, permitiendo la conexión con las instalaciones portuarias.  
El 4 de octubre de 1912, la estación sufrió un trágico accidente ferroviario. Un tren de pasajeros no pudo frenar a tiempo y destruyó parcialmente la estación, provocando la pérdida de vidas humanas y dejando a numerosas personas heridas. En 1941, tras la nacionalización de todos los ferrocarriles de ancho ibérico, la estación de Alicante-Término pasó a manos de la recién creada Red Nacional de los Ferrocarriles Españoles (RENFE). Entre 1967 y 1968, RENFE decidió reformar la fachada principal con el propósito de modernizarla. Se retiraron las columnas, y con ello gran parte del neoclasicismo que desprendía el edificio, sustituyéndolas por un cuerpo central que servía de nuevo acceso al recinto. Tras la clausura de la estación de Alicante-Benalúa, en 1974, Alicante-Término pasó a acoger los servicios ferroviarios procedentes de Murcia. 

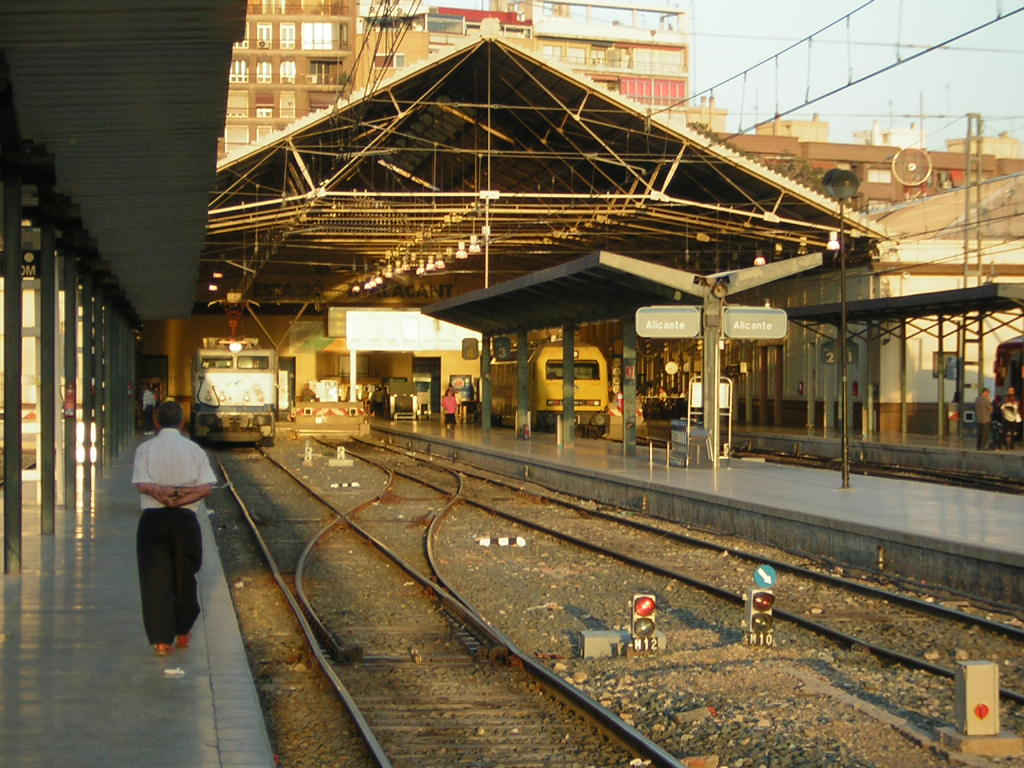
Andenes de la estación de Alicante en el año 2005.

Desde 2005, Renfe Operadora explota la línea mientras que Adif es la titular de las instalaciones.
En 2010 se anunció la construcción de una nueva estación de cara a la llegada de la alta velocidad a la ciudad. Para ello se levantará una estación provisional en superficie al lado de la actual hasta la construcción del nuevo cajón ferroviario, que estará soterrado como casi todo el trazado de vías desde la entrada de la ciudad. Se prevé la creación de seis andenes y de diez vías (2 de ancho ibérico para el tráfico de cercanías y 8 de ancho internacional, incluyendo una de ancho variable). Dichas actuaciones han sido vistas con recelo por algunos colectivos que consideran que las actuaciones podrían suponer la pérdida de recinto históricos como la propia estación de MZA o algunos de sus recintos anexos como los tinglados de mercancías.
El servicio de alta velocidad AVE en la estación Alicante-Terminal se inauguró el 18 de junio de 2013.

## La estación
Se sitúa cerca del centro urbano frente a la avenida Salamanca. Se compone de seis vías a las que acceden diferentes andenes fruto de su configuración como estación terminal. Posee puntos de información, venta de billetes, aseos y servicios adaptados a las personas con discapacidad. Además contiene locales comerciales, cafetería, servicios bancarios y alquiler de coches. En el exterior hay una aparcamiento ubicado en uno de los laterales del recinto y una parada de taxis. Existen también paradas cercanas de autobuses urbanos.
La estación disponía de algunos edificios y elementos auxiliarios actualmente desaparecidos, como las rampas de autoexpreso que servían principalmente a los diversos expresos que unían Alicante con el norte y el Talgo Madrid-Alicante, o los propios tinglados de mercancías, que fueron demolidos para dejar hueco en el mismo solar a la nueva estación del AVE.

## Servicios ferroviarios

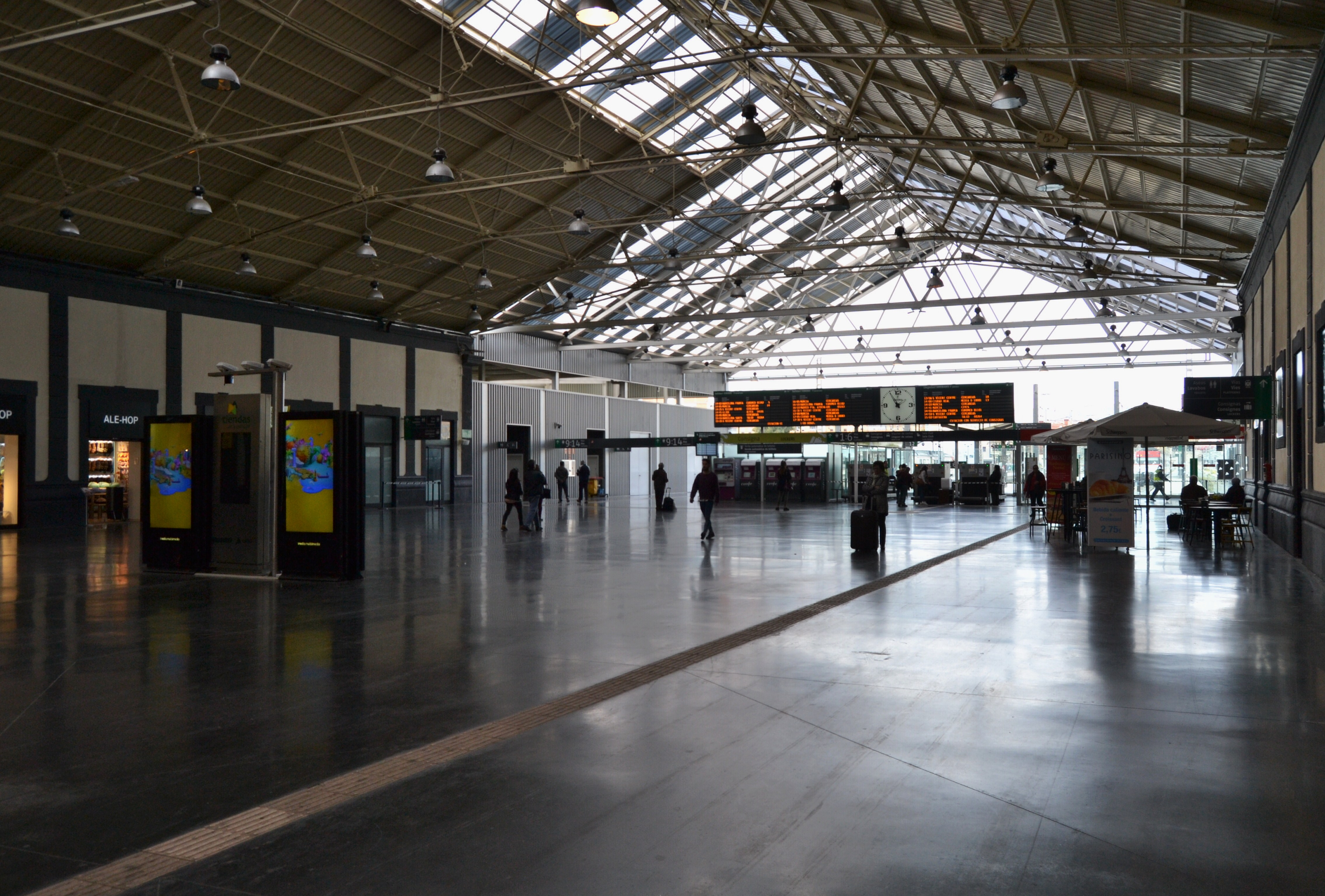
Vestíbulo de la estación.

### Alta Velocidad
La estación de Alicante cuenta con conexión por alta velocidad a la meseta (Albacete, Cuenca, Madrid) y el sur de la provincia (Elche y Orihuela) mediante la LAV Madrid-Levante. Actualmente se realiza solamente con servicios AVE con una duración de 2 horas y 15 minutos, pero a lo largo de 2022 llegarán otros trenes como Avlo y OUIGO.

### Larga Distancia
También dispone de conexiones de Larga Distancia con Galicia, Asturias y Cantabria mediante trenes Alvia, y por otra parte existen conexiones con el corredor del Mediterráneo enlazando Alicante con Barcelona y Valencia mediante trenes Euromed, y hasta Murcia mediante trenes Talgo.
Algunos trenes, especialmente aquellos que se dirigen al sur hacia la Comunidad de Murcia, se ven obligados a invertir el sentido de su marcha para continuar su trayecto dada la condición de estación terminal.

### Media Distancia
Los servicios de Media Distancia de Renfe tienen como principales destinos las ciudades de Ciudad Real, Albacete, Jaén, Valencia, Cartagena, Lorca y Murcia, y Villena Para ello la compañía usa, según los destinos trenes MD, Regional y Regional Exprés.

### Cercanías
La estación forma parte de la red de Cercanías Murcia/Alicante integrándose en las líneas C-1 y C-3. Ejerce de terminal este de la primera y de terminal sur de la segunda. En la línea C-1, la frecuencia semanal es de un tren cada hora, elevándose a un tren cada media hora en hora punta conectando con Murcia en 80 min y con Elche en 30 min. Algunos trenes son CIVIS y no hacen algunas paradas intermedias. La línea C-3 que une Alicante con San Vicente en diez minutos tiene una frecuencia menor. Entre semana circulan unos 16 trenes diarios frente a los 26 de la línea anterior.

## Conexiones
Presenta conexión de autobús directa o cercana con las líneas 04, 05, 06, 09, 12 (urbanas) y C6 (interurbanas) de autobús así como de una estación de taxi. En el futuro, presentará una conexión con el TRAM Metropolitano mediante una nueva estación que se creará en un proyecto de intermodalidad.